# صخره‌ماهی سیاه
صخره‌ماهی سیاه (نام علمی: Sebastes melanops) نام یک گونه از سرده صخره‌ماهی است.